# 十八芝
十八芝是清江日昇《臺灣外記》中所描述，鄭芝龍在臺灣海盜時期的十八位兄弟與結義兄弟。由於名中皆有「芝」字，故稱十八芝。
書中描述，鄭芝龍自日本平戶前往臺灣加入顏思齊海盜集團。不久顏思齊急病而死，眾海盜推選鄭芝龍為首領。鄭芝龍擇日於天啟五年（1625年）十二月十八日繼為首領。他於十二月十一日，先選十八位先鋒，並以芝字排輩。據臺灣外紀載其言曰：「我今為首，取名芝龍，季弟蟒二為芝虎、四弟為芝豹、從弟莞為芝鶴（後改名為芝莞）、族弟香為芝鵬，餘者芝燕、芝鳳、芝彪、芝麒、芝豸、芝獬、芝鵠、芝熊、芝蛟、芝蟒、芝鸞、芝麟、芝鶚等，各寫就放盒內，告天拈著者，即名之，以應十八日之數。」十八芝艦隊擁有海船千艘，海上民兵十餘萬人。

## 十八芝
- 鄭芝龍
- 鄭芝虎
- 鄭芝豹
- 鄭芝莞，本名芝鶴
- 鄭芝鵬
- 鄭芝燕
- 鄭芝鳳
- 鄭芝彪
- 鄭芝麒
- 鄭芝豸
- 鄭芝獬
- 鄭芝鵠
- 鄭芝熊
- 鄭芝蛟
- 鄭芝蟒
- 鄭芝鸞
- 鄭芝麟
- 鄭芝鶚